# ノースウエスト航空85便緊急着陸事故
ノースウエスト航空85便緊急着陸事故（ノースウエストこうくう85びんきんきゅうちゃくりくじこ）とは、2002年10月9日、デトロイト・メトロポリタン・ウェイン・カウンティ空港から成田国際空港へ飛行中のノースウエスト航空（現在のデルタ航空）85便（NW85）にアラスカ・アンカレッジ付近で方向舵に故障が発生し、テッド・スティーブンス・アンカレッジ国際空港に緊急着陸した航空事故である。
この事故による負傷者はなく、乗員乗客とも全員無事ではあったが、その後の事故防止のため、耐空性改善命令が出されることとなった。

## 事故機に関する情報
85便に使用されたボーイング747-451型機（機体記号：N661US、製造番号：23719/696）は1988年4月29日に製造され、1989年12月8日に納入された。この機体はノースウエスト航空納入前のテストベッド機として使用されていた（機体記号：N401PW）。
エンジンはプラット・アンド・ホイットニー製のターボファンエンジンPW4056で、4基搭載していた。

### 運行乗務員・客室乗務員

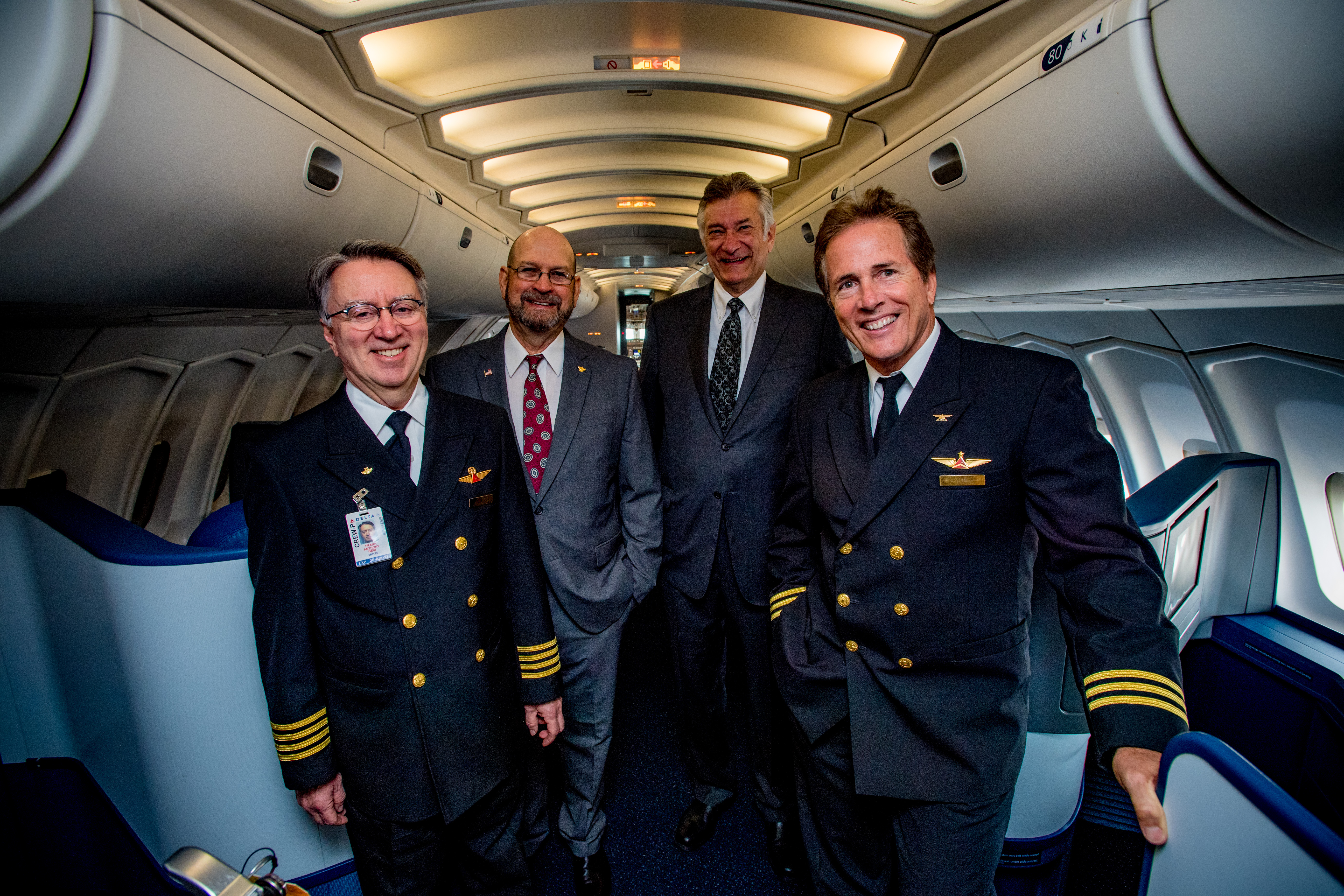
2017年にデルタ航空博物館にて撮影された85便のクルー

機長は54歳男性。総飛行時間は11,297時間で、そのうち630時間がB747-400型機の飛行である。副操縦士は57歳男性。総飛行時間は3,420時間で、そのうち651時間がB747-400型機の飛行である。
85便には交代のため機長、副操縦士があと1名ずつ、合計4名が乗務していた。また、14名の客室乗務員が乗務していた。

## 事故の経過

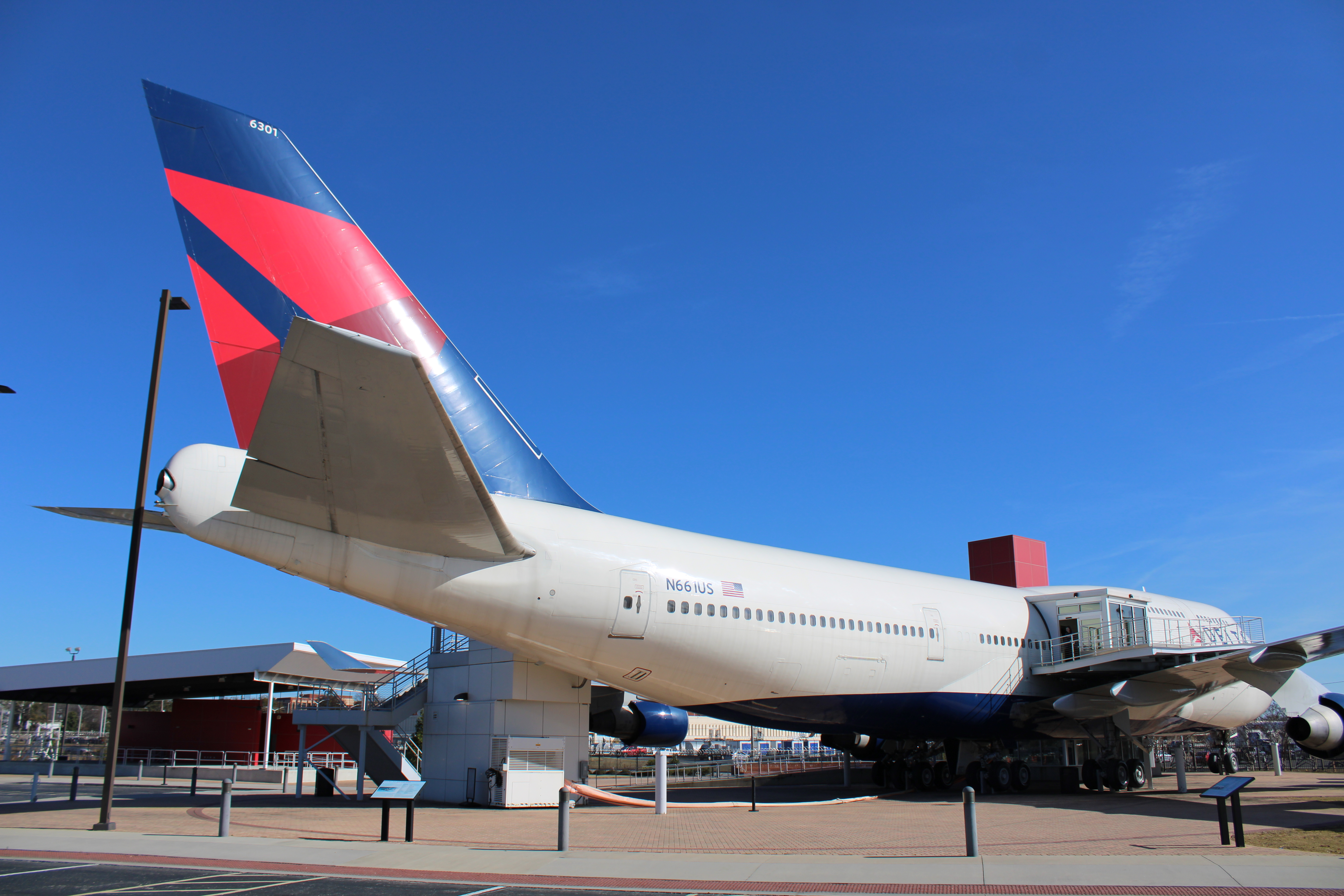
事故機を後ろから撮影
移籍後のデルタ航空の塗装で説明すると垂直尾翼端のえんじ色に塗られた部分が問題を起こした下部方向舵

85便はアメリカ・ミシガン州ロムルスのデトロイト・メトロポリタン・ウェイン・カウンティ空港（デトロイト空港）を出発し、新東京国際空港（現在の成田空港）を目的地としていた。
事故機はアメリカ東部夏時間の14時30分、デトロイト空港を出発した。アラスカ夏時間の17時40分、高度35,000フィート（約10,000m）で異常が起きた。その時は離陸及び成田空港への着陸を担当するシニア機長（訓練教官兼務）と副操縦士が休憩に入り、交代機長と副操縦士に操縦を交代したばかりだった。
突然機体が30～40度左に傾いたので、機長は当初エンジンに故障が生じたと考えたが、エラーメッセージによりすぐにヨーダンパーの不具合と判明した。上下2枚に分かれた方向舵（ラダー）のうち下側の方向舵が左方向一杯（17度）に振れた状態で固着し制御できなくなり、操縦が不安定となった。
交代機長は緊急事態を宣言し、アンカレッジへダイバートを開始したが、飛行機は北アメリカとアジアの間の短波の航空無線の無線不感帯を飛行していたため電波が弱く、アラスカ付近を飛行していたNW19便（ミネアポリス発成田行き、現・DL615便）が85便と連絡を取って支援した。途中でシニア機長は操縦室に戻り交代し、手動で操縦した。
この異常については緊急事態マニュアルにも対処法が掲載されておらず、85便のクルーは「利用可能な応急処置のどれも問題を解決できない」と報告した。操縦士たちはミネアポリスに住むノースウエスト航空の訓練教官と電話会議を行ったが、訓練教官は突然の傾きに対する解決策を見つけ出すことはできなかった。このためクルーは下部方向舵（ラダー）が故障し補助翼（エルロン）が使用できないことから、左右エンジンの推力を別々に細かく調整させ、機体操作を取り戻してテッド・スティーブンス・アンカレッジ国際空港（アンカレッジ国際空港）に着陸させた。
なお本事故は、当初、メディアからの注目を受けなかった。

## 事故調査

### 原因
この事故調査には国家運輸安全委員会（NTSB）とボーイング社が着手した。NTSBは、動力制御モジュールの中の金属疲労による亀裂があり、それは目視で発見できる種類の破損ではないことに気づいた。下部ラダーの制御モジュールを囲む鋳造金属の筐体が破損し、ヨー・ダンパーのアクチュエーターを格納していた制御モジュールの筐体の後部の一端が、筐体の本体部分から外れていた。そのため、中のピストンが外にはみ出し、元に戻らなかったため、下部ラダーが片側に寄ってしまった。
通常は内部の部品が破損することが多いが、今回は筐体自体が破損したものであり、調査団も「極めてまれなことだ」と語った。しかし、金属疲労の根本的な原因は解明に至らなかった。
その一方でこの機材は、-400シリーズの初号機で、納入前に試験飛行を1年半以上実施（これまでの飛行時間は50,090時間）しているため、想定以上の負荷が掛かった分、金属疲労が他の同型機より進んでいる可能性も指摘した。
NTSBは可能性の高い原因として「下部方向舵の動力制御装置の金属疲労による破断の結果が引き起こした下部方向舵の操作不能」と裁定した。

### 墜落しなかった理由
もう一方で、これほどの事態にも関わらず墜落に至らなかった理由も併せて調査された。
その一つが、747シリーズの方向舵がフェイルセーフ（信頼性設計）のため、通常の1枚ではなく上下2枚に分割されていた事にあった。これがうまく機能していた。
もう一つの理由が、クルー・リソース・マネジメント (Crew Resource Management; CRM) にあった。交代機長は異常が発生するとすぐに対応し、墜落を防止した。その後も4人全員がそれぞれの役割を把握し、作業にあたった。
操縦の交代以降の役割は以下の通りだった。
- シニア機長…実際の操縦とミネアポリスとの連絡
- 交代副操縦士…無線交信及び操縦（機長が休憩する間）
- 交代機長…客室への連絡
- シニア副操縦士…エンジン操作及びマニュアル等の確認

後のインタビューで機長は「乗務員のチームワークがアンカレッジでの安全な着陸に貢献した。これがCRMの最高水準の実践例である。操縦士がこれほど充分に乗務していたことは幸運で恵まれていた。操縦室では4人のパイロットが協力して作業に当たった。客室乗務員たちも優れたメンバーで、これは後に重要となる。なぜなら我々は緊急レベルが赤、すなわち避難しなければならなくなるのは確実だと説明したからだ。つまり我々は機体を滑走路上に保てる確信がなかった」と語った。パイロット達は事故後、シューペリア・エアマンシップ賞を授与された。

## 事故後

### ボーイング社
モジュールに対する非破壊検査の手法が開発され、その結果、ボーイング社はアラート・サービスブリテン747-27A2397を出した。2003年7月24日付の告示は、ボーイング747の整備士が適切な時期に上・下部方向舵の動力制御装置の超音波探傷検査を実施するよう勧告した。

### FAA
連邦航空局（FAA）は、この検査をボーイング747-400（国際線仕様）、400D（日本国内線仕様）、400F（貨物機仕様）において義務化する耐空性改善通報のための規則策定の通知（en:Notice of Proposed Rule Making (NPRM)）を公表した。
2003年8月28日に「耐空性改善通報：ボーイング747型-400、-400Dおよび-400Fのシリーズ機」が連邦官報に公表された。
2003年11月3日に発行された、指令2003-23-01は同年12月18日に発効され、後に2006年8月30日に発行、同年10月13日発効となった指令2006-18-17に置き換えられた。
本事故から4年後の2006年、-400Fを使用したエールフランスの貨物便が、下部方向舵の故障で緊急着陸する事故が発生した。直接的な原因（エールフランス機は「製造上の欠陥」）こそ異なるものの、NW85便と同じ動力制御装置の破損が見つかった。これを受けて2008年、「動力制御装置の改良品への交換」を含めた、この指令に対する代案が公表された。

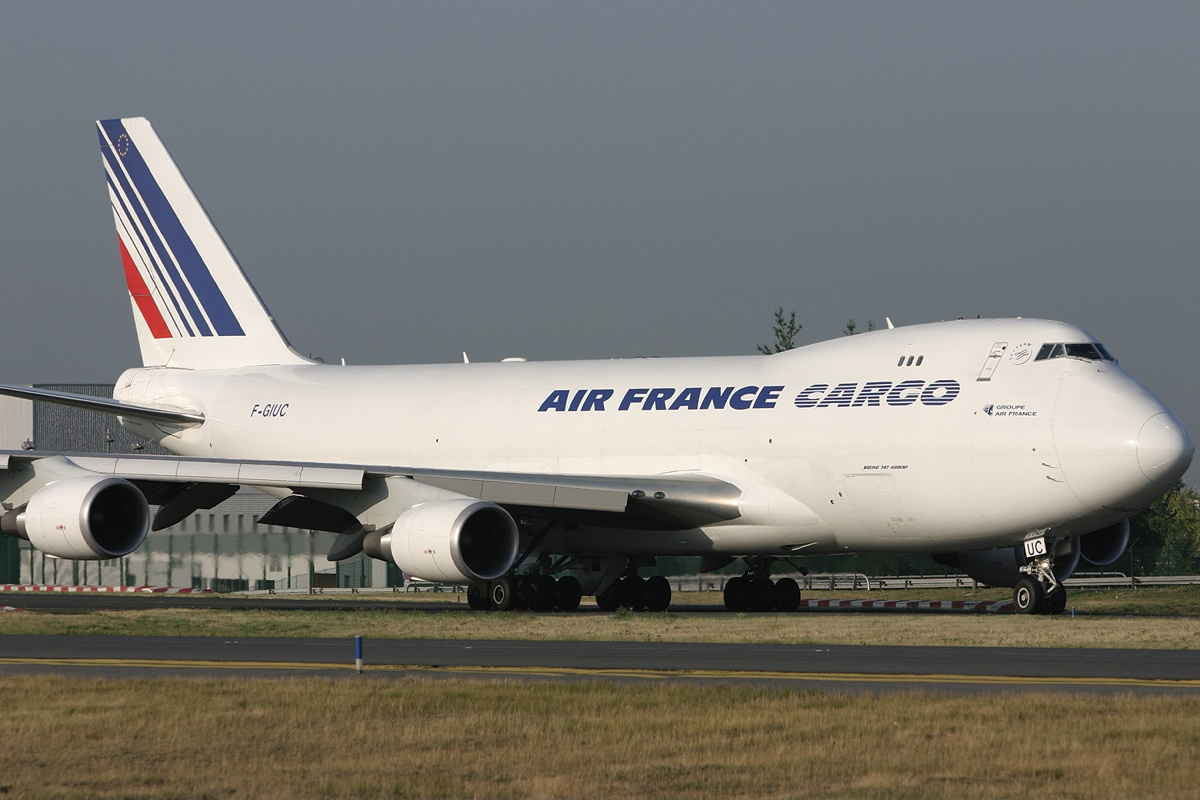
エールフランスカーゴの ボーイング747-400F

### ノースウエスト航空・デルタ航空
事故機はその後、整備を受けて運用に復帰し、後に塗装変更も行われた。
2004年1月、定期航空操縦士協会は、NW85便の乗組員に「優秀飛行技術賞」を授与した。
2008年10月、ノースウエスト航空はデルタ航空に吸収合併（2010年1月30日、経営統合完了）された。これに伴い、事故機を含むノースウエスト所属の747-400シリーズは、2009年2月24日付けで16機全てデルタに移管され、順次塗装変更と大規模改修工事を受け、主に欧州路線や太平洋路線で引き続き、2017年12月まで運用された（事故機のN661USは2015年9月まで）。
NW85便を前身とするデトロイト - 東京線は、2020年より成田空港から羽田空港発着に変更の上、現在も1日1往復体制（DL275便（デトロイト発羽田行）・DL276便（羽田発デトロイト行））で運航中だが、退役が進み、関空・セントレアからも撤退した事から、この路線がノースウエスト航空・デルタ航空を通じた日本路線で最後の747-400運用路線となり、2017年10月29日デトロイト発と、折り返し10月30日成田発をもって日本路線から完全撤退。翌30日デトロイト発と、折り返し31日成田発よりエアバスA350-900が運用に入っている。

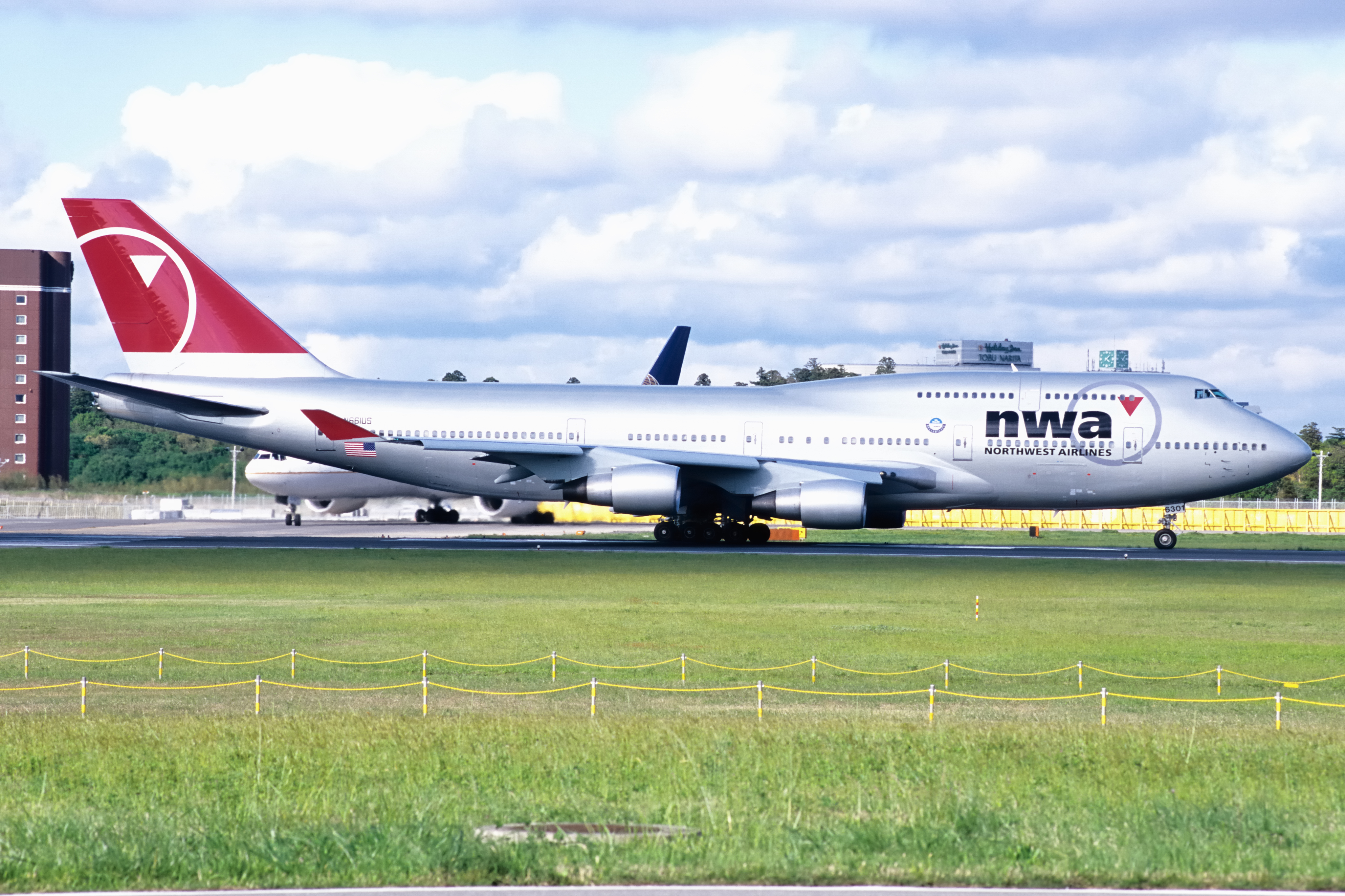
塗装変更後の事故機 （成田空港）
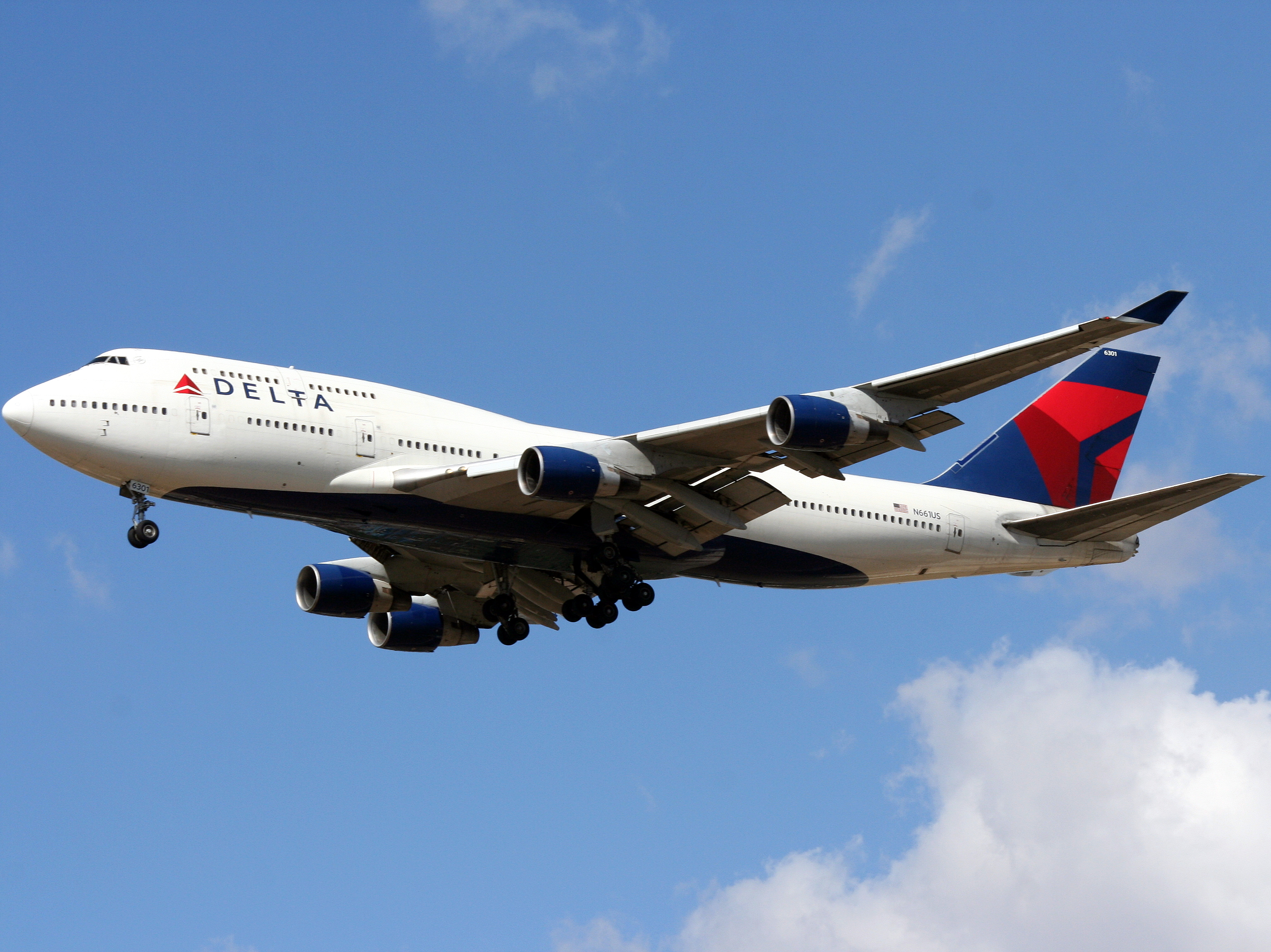
デルタ航空に移籍後の事故機
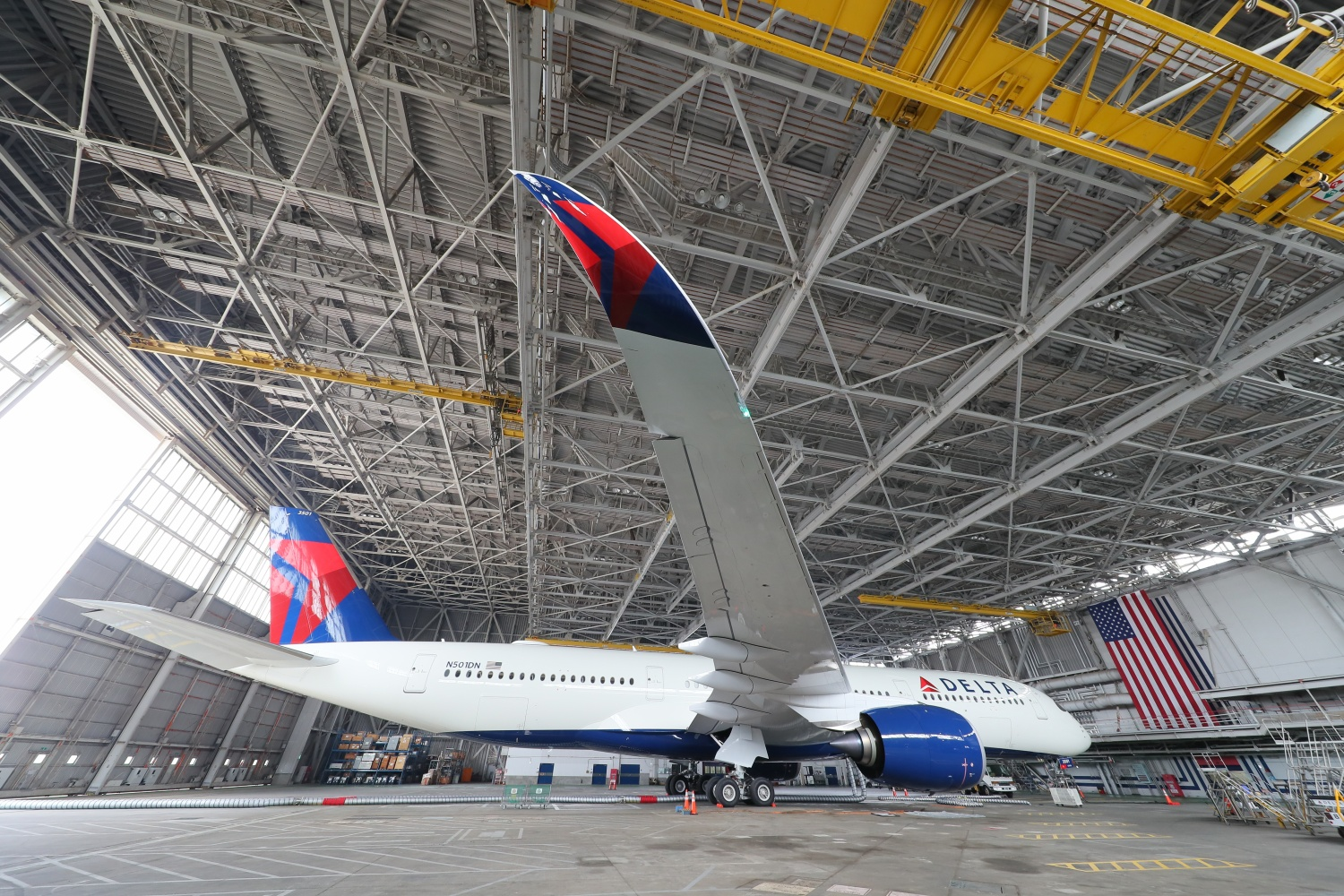
2017年10月末よりデトロイト-東京線を継承しているエアバスA350-900 （2017年9月22日 デルタ航空 成田テクニカルオペレーションセンター）

### デルタ航空博物館での展示へ
2015年9月8日（ハワイ時間）、N661USはホノルル発アトランタ行きDL836便をもって、26年間の営業運航を終了し退役。シリーズ初号機のため、デルタ航空アトランタ本社内の「デルタ航空博物館」で静態保存されることとなった。
2017年3月28日より、747エクスペリエンスと題して一般公開されている。

## 本事故の報道や記録作品
- メーデー!:航空機事故の真実と真相 第9シーズン第7話「Turning Point」

## 類似事故・事件
- アメリカン航空96便貨物ドア破損事故 - DC-10、1972年。設計ミスにより貨物室のドアが飛行中に脱落した。方向舵が動かなくなったが、緊急着陸に成功した。
- ユナイテッド航空585便墜落事故 - ボーイング737、1991年。方向舵のサーボバルブの機能が劣化により、方向舵が異常動作を起こし墜落。その後、同様の原因で事故が2件続き、有効な再発防止策が施されることになった。
- フィリピン航空434便爆破事件 - B747-283B、1994年。テロリストが客席に爆弾を仕掛け爆発させたテロ事件。機体は空中分解こそ免れたものの、操縦系統の一部が機能しなくなった。両翼のエンジンの出力を手動操作させて機体の進路を変更し、緊急着陸に成功した。
- アメリカン航空587便墜落事故 - エアバスA300-600、2001年。副操縦士による方向舵の過剰操作が原因で尾翼が脱落し、墜落した。